# Yozyovon
Yozyovon (uzb. cyr.: Ёзёвон; ros.: Язъяван, Jazjawan) – osiedle typu miejskiego we wschodnim Uzbekistanie, w północno-wschodnim wilajecie fergańskim. Siedziba administracyjna tumanu Yozyovon. W 2000 roku liczyło ok. 10,5 tys. mieszkańców. Ośrodek przemysłu spożywczego (m.in. zakład piekarniczy).
Miejscowość znajduje się w Kotlinie Fergańskiej, na drodze łączącej Kokand z Andiżanem, na granicy wilajetów fergańskiego oraz andiżańskiego. W Yozyovonie działa wyższa szkoła rolnicza, a także regionalne muzeum krajoznawcze.
W czasach Uzbeckiej Socjalistycznej Republiki Radzieckiej siedziba rejonu achunbabajewskiego okręgu fergańskiego.